# Italianiec
Italianiec (ros. Итальянец) – rosyjski dramat obyczajowy z 2005 roku w reżyserii Andrieja Krawczuka. Film został wyselekcjonowany jako rosyjski kandydat do nagrody Amerykańskiej Akademii Filmowej w kategorii najlepszego filmu nieanglojęzycznego, ale ostatecznie nie uzyskał nominacji.

## Obsada
- Nikołaj Spiridonow jako Wania
- Marija Kuzniecowa jako Madam
- Nikołaj Reutow jako Grisza
- Jurij Ickow jako dyrektor
- Dienis Moisiejenko jako Koljan
- Aleksandr Sirotkin jako Sery
- Polina Worobjewa jako Natasza
- Olga Szuwałowa jako Irka
- Dmitrij Ziemlanko jako Anton

i inni.

## Produkcja
Zdjęcia kręcono w obwodzie leningradzkim (Wyborg, Gatczyna).